# Gynoplistia (Gynoplistia) parajucunda
Gynoplistia (Gynoplistia) parajucunda is een tweevleugelige uit de familie steltmuggen (Limoniidae). De soort komt voor in het Australaziatisch gebied.